# رباط ميل (سدة أراك)
رباط میل (بالفارسية: رباط میل) هي قرية تقع في إيران في Sedeh Rural District. يقدر عدد سكانها بـ 914 نسمة بحسب إحصاء 2016.